# دی‌ان‌ای (ترانه)
«دی‌اِن‌اِی» (انگلیسی: DNA) ترانه‌ای از گروه دخترانه بریتانیایی لیتل میکس است که  در ۹ نوامبر ۲۰۱۲ از سوی سایکو میوزیک منتشر شد. این قطعه،  دومین تک‌آهنگ از اولین آلبوم استودیویی این گروه به همین نام است و توسط اعضای گروه با مشارکت تیم تولید تی‌ام‌اس و ایان جیمز (ترانه‌سرا)  ساخته شده است.
«دی‌اِن‌اِی» با نقدهای متفاوتی از سوی منتقدان مواجه شد. برخی آن را به موسیقی گرلز الاود تشبیه کردند، در حالی که برخی دیگر آن را تقلیدی دانسته‌اند. این قطعه در سبک الکتروپاپ و تکنوپاپ تنظیم شده و ضرباهنگ متوسطی دارد. نغمه وهم‌انگیز سینتی‌سایزر، مقدمه‌ای به سبک موزیک جعبه موسیقی،  خوانندگی نزدیک به گفتار در بخش بریج ترانه و عناصر دابستپ از دیگر ویژگی‌های این ترانه است. متن ترانه از تجربیات اعضای گروه درباره عشق الهام گرفته شده و مضمون آن توجه و علاقه وسواس‌گون به معشوق است. «دی‌اِن‌اِی» به رتبه سوم جدول تک‌نفره‌های بریتانیا دست یافت، در ایرلند و مجارستان جزء ده ترانه برتر بود و در جدول بابلینگ آندر هات ۱۰۰ مجله بیلبورد در رتبه چهاردهم قرار گرفت. این ترانه در استرالیا، فرانسه و اسلواکی نیز پرفروش‌ بود.
در موزیک ویدئو این قطعه که توسط سارا چتفیلد کارگردانی شده است، اعضای لیتل میکس در نقش یک گروه آدمکش بازی می‌کنند که مردی  را تعقیب کرده و می‌ربایند. این ویدئو از کتاب‌های کمیک شهر گناه و واچ‌مِن الهام گرفته شده است. لیتل میکس در چند برنامه تلویزیونی از جمله زنان رها و ایکس فکتور و در  چهار تور کنسرت از جمله تور «گلوری دِیز»  که در سال ۲۰۱۷ برگزار شد این آهنگ را اجرا کرده‌اند. «دی‌اِن‌اِی» تا سال ۲۰۲۲ در بریتانیا، استرالیا و برزیل درجه طلایی در فروش را به دست آورده است.